# IC 5224
IC 5224 — галактика типу Sab (компактна витягнута галактика) у сузір'ї Журавель.
Цей об'єкт міститься в оригінальній редакції індексного каталогу.